# Fiorella D'Croz Brusatin
Fiorella D'Croz Brusatin (Cali, 19 april 1979) is een Colombiaanse triatlete. Ze nam eenmaal deel aan de Olympische Spelen, maar won bij die gelegenheid geen medaille.

## Biografie
Sinds 1997 doet ze triatlons.
D'Croz Brusatin deed in 2004 mee aan de eerste triatlon op de Olympische Zomerspelen van Sydney. Ze behaalde een 42e plaats in een tijd van 2:21.03,46.
Ze is aangesloten bij Valle  en verloofd met een baanwielrenner.

## Titels
- Colombiaans kampioene triatlon: 2003
- Colombiaans jeugdkampioene triatlon: 1997-2002

## Palmares

### triatlon
- 1998:  Pan-Amerikaanse jeugdkampioenschappen
- 1999: 30e WK olympische afstand in Laussanne
- 2001: 41e WK olympische afstand in Edmonton
- 2003: 17e ITU wereldbekerwedstrijd in Cancún
- 2003: 26e ITU wereldbekerwedstrijd in Rio
- 2003: 16e Pan-Amerikaanse Spelen in Santo Domingo (met blessure) - 2:16.50
- 2004: 42e Olympische Spelen van Athene
- 2004: 31e ITU wereldbekerwedstrijd in Mazatlán
- 2004: DNF Valsana International
- 2007: 18e Pan-Amerikaanse Spelen in Rio de Janeiro - 2:05.53,79